# Seznam států světa podle kontinentů
Seznam států světa podle kontinentů, obsahuje jména států a jejich hlavních měst (v závorce jméno v místním jazyce).
197 nezávislých států, z toho
- 193 členských států Organizace spojených národů
- Vatikán a Stát Palestina, jež nejsou členem OSN, ale OSN je uznává a mají status pozorovatele OSN.
- Cookovy ostrovy a Niue, jež jsou samostatnými státy volně přidruženými k Novému Zélandu. OSN je uznává jako nečlenské státy[1] – nemají status pozorovatele, jsou však členy řady mezinárodních organizací.

9 států a území se sporným postavením:
- Saharská arabská demokratická republika, Kosovo, Tchaj-wan, Abcházie, Jižní Osetie, Náhorní Karabach, Podněstří, Severní Kypr, Somaliland

Státy, které leží na dvou kontinentech, jsou uvedeny u kontinentu, na kterém leží jejich větší část. Týká se to Ruska, Kazachstánu, Turecka, Ázerbájdžán, Gruzie a Egypta.

## Afrika
- Alžírsko – Alžír (الجزائر)
- Angola – Luanda
- Benin – Porto Novo
- Botswana – Gaborone
- Burundi – Gitega
- Burkina Faso – Ouagadougou
- Čad – Ndžamena (N'Djamena)
- Demokratická republika Kongo (dříve Zair) – Kinshasa
- Džibutsko – Džibuti (جيبوتي)
- Egypt – Káhira (القاهرة) – přesahuje do Asie
- Eritrea – Asmara (ኣስመራ, أسمرا)
- Etiopie – Addis Abeba (አዲስ ፡ አበባ)
- Gabon – Libreville
- Gambie – Banjul
- Ghana – Accra
- Guinea – Konakry
- Guinea-Bissau – Bissau
- Jihoafrická republika – Kapské Město (Cape Town / Kapstaad), Pretorie, Bloemfontein
- Jižní Súdán – Džuba
- Kamerun – Yaoundé
- Kapverdy – Praia
- Keňa – Nairobi
- Komory – Moroni (مُرُنِ, موروني)
- Konžská republika – neoficiálně Kongo (Brazzaville) – Brazzaville
- Lesotho – Maseru
- Libérie – Monrovia
- Libye – Tripolis (طرابلس الغرب)
- Madagaskar – Antananarivo
- Malawi – Lilongwe
- Mali – Bamako
- Maroko – Rabat (الرباط)
- Mauritánie – Nuakšott (نواكشوط)
- Mauricius – Port Louis
- Mosambik – Maputo
- Namibie – Windhoek
- Niger – Niamey
- Nigérie – Abuja
- Pobřeží slonoviny – Yamoussoukro
- Rovníková Guinea – Malabo
- Rwanda – Kigali
- Saharská arabská demokratická republika (Západní Sahara) – Al-´Ajún (není členem OSN a většina států jej neuznává)
- Senegal – Dakar
- Seychely – Victoria
- Sierra Leone – Freetown
- Somaliland – Hargeysa (není členem OSN a není mezinárodně uznáván)
- Somálsko – Mogadišo (Muqdisho, مقديشو)
- Středoafrická republika – Bangui
- Súdán – Chartúm (الخرطوم)
- Svatý Tomáš a Princův ostrov – São Tomé
- Svazijsko – Mbabane
- Tanzanie – Dodoma
- Togo – Lomé
- Tunisko – Tunis (تونس)
- Uganda – Kampala
- Zambie – Lusaka
- Zimbabwe – Harare

## Asie
- Abcházie – Suchumi (není členem OSN a většina států ji neuznává)
- Afghánistán – Kábul (کابل)
- Arménie – Jerevan (Երևան)
- Ázerbájdžán – Baku (Bakı / Бакы) – přesahuje do Evropy
- Bahrajn – Manáma (المنامة)
- Bangladéš – Dháka (ঢাকা)
- Bhútán – Thimbú (ཐིམ་ཕུ)
- Brunej – Bandar Seri Begawan
- Čína – Peking (北京, Běijīng)
- Filipíny – Manila
- Gruzie – Tbilisi (თბილისი) – přesahuje do Evropy
- Hong Kong – Hong Kong
- Indie – Nové Dillí (नई दिल्ली, Naī Dillī)
- Indonésie – Jakarta
- Irák – Bagdád (بغداد)
- Írán – Teherán (تهران)
- Izrael – Jeruzalém (ירושלים, Yərûšālayim / القدس, al-Quds)
- Japonsko – Tokio (東京, Tōkyō)
- Jemen – San'á (صنعاء)
- Jižní Korea – Soul (서울, Seoul)
- Jižní Osetie – Cchinvali (není členem OSN a většina států ji neuznává)
- Jordánsko – Amán (عمّان)
- Kambodža – Phnompenh (ភ្នំពេញ)
- Katar – Dauhá (الدوحة)
- Kazachstán – Astana (Нұр-Сұлтан)
- Kuvajt – Kuvajt (الكويت)
- Kypr – Nikósie (Λευκωσία / Lefkoşa)
- Kyrgyzstán – Biškek (Бишкек)
- Laos – Vientiane (ວຽງຈັນ, Vyangčân)
- Libanon – Bejrút (بيروت)
- Malajsie – Kuala Lumpur
- Maledivy – Male (މާލެ, Māle)
- Mongolsko – Ulánbátar (Улаанбаатар)
- Myanmar (dříve Barma) – Nepjito (Naypyidaw)
- Nepál – Káthmándú (काठ्माड़ौं)
- Omán – Maskat (مسقط)
- Pákistán – Islámábád (اسلام آباد)
- Palestina – Jeruzalém (القدس, Al-Quds), fakticky Ramalláh (رام الله, Rām Allāh) (sporné[2], jen částečně nezávislé území, není členem OSN)
- Rusko – Moskva (Москва) – přesahuje do Evropy
- Saúdská Arábie – Rijád (الرياض)
- Severní Korea – Pchjongjang (평양, Pyeongyang)
- Severní Kypr – Lefkoşa (není členem OSN a většina států jej neuznává)
- Singapur – Singapur (Singapore / 新加坡, Xīnjiāpō / Singapura / சிங்கப்பூர், Čingkappūr)
- Spojené arabské emiráty – Abú Zabí (أبو ظبي)
- Srí Lanka – Šrí Džajavardanapura Kotte (ශ්‍රී ජයවර්ධනපුර කෝට්ටේ / ஸ்ரீ ஜயவர்த்தனபுரம் கோட்டே)
- Sýrie – Damašek (دمشق)
- Tádžikistán – Dušanbe (Душанбе / دوشنبه)
- Thajsko – Bangkok (กรุงเทพฯ, Krung Thēp)
- Tchaj-wan – Tchaj-pej (臺北, 台北, Táiběi, Taipei) (není členem OSN a většina států jej neuznává)
- Turecko – Ankara – přesahuje do Evropy
- Turkmenistán – Ašchabad (Aşgabat, Ашгабат)
- Uzbekistán – Taškent (Toshkent, Тошкент)
- Vietnam – Hanoj (Hà Nội)
- Východní Timor – Dili

## Evropa
- Albánie – Tirana (Tiranë)
- Andorra – Andorra la Vella
- Belgie – Brusel (Brussel / Bruxelles)
- Bělorusko – Minsk (Мінск)
- Bosna a Hercegovina – Sarajevo (Сарајево)
- Bulharsko – Sofie (София, Sofija)
- Černá Hora – Podgorica (Подорица)
- Česko – Praha
- Dánsko – Kodaň (København)
- Estonsko – Tallinn
- Finsko – Helsinky (Helsinki / Helsingfors)
- Francie – Paříž (Paris)
- Chorvatsko – Záhřeb (Zagreb)
- Irsko – Dublin (Baile Átha Cliath)
- Island – Reykjavík
- Itálie – Řím (Roma)
- Kosovo – Priština (není členem OSN, 109 států jej uznalo)
- Lichtenštejnsko – Vaduz
- Litva – Vilnius
- Lotyšsko – Riga (Rīga)
- Lucembursko – Lucemburk (Luxembourg / Luxemburg / Lëtzebuerg)
- Maďarsko – Budapešť (Budapest)
- Malta – Valletta
- Moldavsko – Kišiněv (Chişinău)
- Monako – Monako (Monaco)
- Německo – Berlín (Berlin)
- Nizozemsko – Amsterdam
- Norsko – Oslo
- Podněstří – Tiraspol (Тираспол, Тирасполь) (není členem OSN a většina států jej neuznává)
- Polsko – Varšava (Warszawa)
- Portugalsko – Lisabon (Lisboa)
- Rakousko – Vídeň (Wien)
- Rumunsko – Bukurešť (Bucureşti)
- Řecko – Athény (Αθηνα, Athîna)
- San Marino – San Marino
- Severní Makedonie – Skopje (Скопје)
- Slovensko – Bratislava
- Slovinsko – Lublaň (Ljubljana)
- Spojené království – Londýn (London)
- Srbsko – Bělehrad (Beograd, Београд)
- Španělsko – Madrid
- Švédsko – Stockholm
- Švýcarsko – Bern
- Ukrajina – Kyjev (Київ, Kyjiv)
- Vatikán – Città del Vaticano (není členem OSN)

## Jižní Amerika
- Argentina – Buenos Aires
- Bolívie – Sucre, La Paz
- Brazílie – Brasília
- Ekvádor – Quito
- Guyana – Georgetown
- Chile – Santiago de Chile
- Kolumbie – Bogota (Bogotá)
- Paraguay – Asunción / Paraguái
- Peru – Lima
- Surinam – Paramaribo
- Uruguay – Montevideo
- Venezuela – Caracas

## Severní Amerika
- Antigua a Barbuda – Saint John's
- Bahamy – Nassau
- Barbados – Bridgetown
- Belize – Belmopan
- Dominika – Roseau
- Dominikánská republika – Santo Domingo
- Grenada – Saint George's
- Guatemala – Ciudad de Guatemala
- Haiti – Port-au-Prince
- Honduras – Tegucigalpa
- Jamajka – Kingston
- Kanada – Ottawa
- Kostarika – San José
- Kuba – Havana (La Habana)
- Mexiko – Ciudad de México
- Nikaragua – Managua
- Panama – Ciudad de Panamá
- Salvador – San Salvador
- Spojené státy americké – Washington
- Svatá Lucie – Castries
- Svatý Kryštof a Nevis – Basseterre
- Svatý Vincenc a Grenadiny – Kingstown
- Trinidad a Tobago – Port of Spain

## AustrálieaOceánie
- Austrálie – Canberra
- Cookovy ostrovy – Avarua (není členem OSN)
- Fidži – Suva
- Kiribati – Jižní Tarawa
- Marshallovy ostrovy – Majuro
- Mikronésie – Palikir
- Nauru – Yaren
- Niue – Alofi (není členem OSN)
- Nový Zéland – Wellington
- Palau – Melekeok
- Papua Nová Guinea – Port Moresby
- Samoa – Apia
- Šalomounovy ostrovy – Honiara
- Tonga – Nuku'alofa
- Tuvalu – Funafuti
- Vanuatu – Port Vila